# Empyrean Isles
| Recensione | Giudizio |
| ---------- | -------- |
| AllMusic   | [ 3 ]    |

Empyrean Isles è il quarto album in studio del compositore statunitense Herbie Hancock, pubblicato nel dicembre 1964 dalla Blue Note.

## Tracce

### LP
Tutti i brani sono stati composti da Herbie Hancock.
Lato A
1. One Finger Snap – 7:17
2. Oliloqui Valley – 8:27

Lato B
1. Cantaloupe Island – 5:30
2. The Egg – 13:57

### CD
Edizione CD del 1999, pubblicato dalla Blue Note Records (7243 4 98796 2 1)
Testi e musiche di Herbie Hancock.
1. One Finger Snap – 7:17
2. Oliloqui Valley – 8:27
3. Cantaloupe Island – 5:30
4. The Egg – 13:57
5. One Finger Snap – 7:33 – Traccia bonus - Alternate Take
6. Oliloqui Valley – 10:45 – Traccia bonus - Alternate Take

## Formazione
- Herbie Hancock – piano
- Freddie Hubbard – cornetta
- Ron Carter – contrabbasso
- Tony Williams – batteria

Note aggiuntive
- Alfred Lion – produttore
- Registrazioni effettuate il 17 giugno 1964 al Van Gelder Studio, Englewood Cliffs, New Jersey (Stati Uniti)
- Rudy Van Gelder – ingegnere delle registrazioni
- Reid Miles – design copertina album originale
- Francis Wolff – foto copertina album originale
- Nora Kelly – note retrocopertina album originale [4] [5]

## Classifiche
| Classifica (2021) | Posizione massima |
| ----------------- | ----------------- |
| Grecia            | 70                |